# Pelkān-e Soflá
Pelkān-e Soflá (persiska: پلکان سفلی) är en ort i Iran.   Den ligger i provinsen Lorestan, i den västra delen av landet, 300 km sydväst om huvudstaden Teheran. Pelkān-e Soflá ligger 1 756 meter över havet och antalet invånare är 452.
Terrängen runt Pelkān-e Soflá är kuperad åt sydväst, men åt nordost är den bergig. Pelkān-e Soflá ligger nere i en dal. Runt Pelkān-e Soflá är det ganska tätbefolkat, med 72 invånare per kvadratkilometer. Närmaste större samhälle är Borujerd, 17,2 km nordost om Pelkān-e Soflá. Trakten runt Pelkān-e Soflá består i huvudsak av gräsmarker.